# كلوديت باول
كلوديت باول (بالإنجليزية: Claudette Powell) هي منافسة ألعاب القوى باهاماسية، ولدت في 24 أكتوبر 1952.

## وصلات خارجية
- كلوديت باول على موقع أوليمبيديا (الإنجليزية)